# Bahnhof Yogyakarta

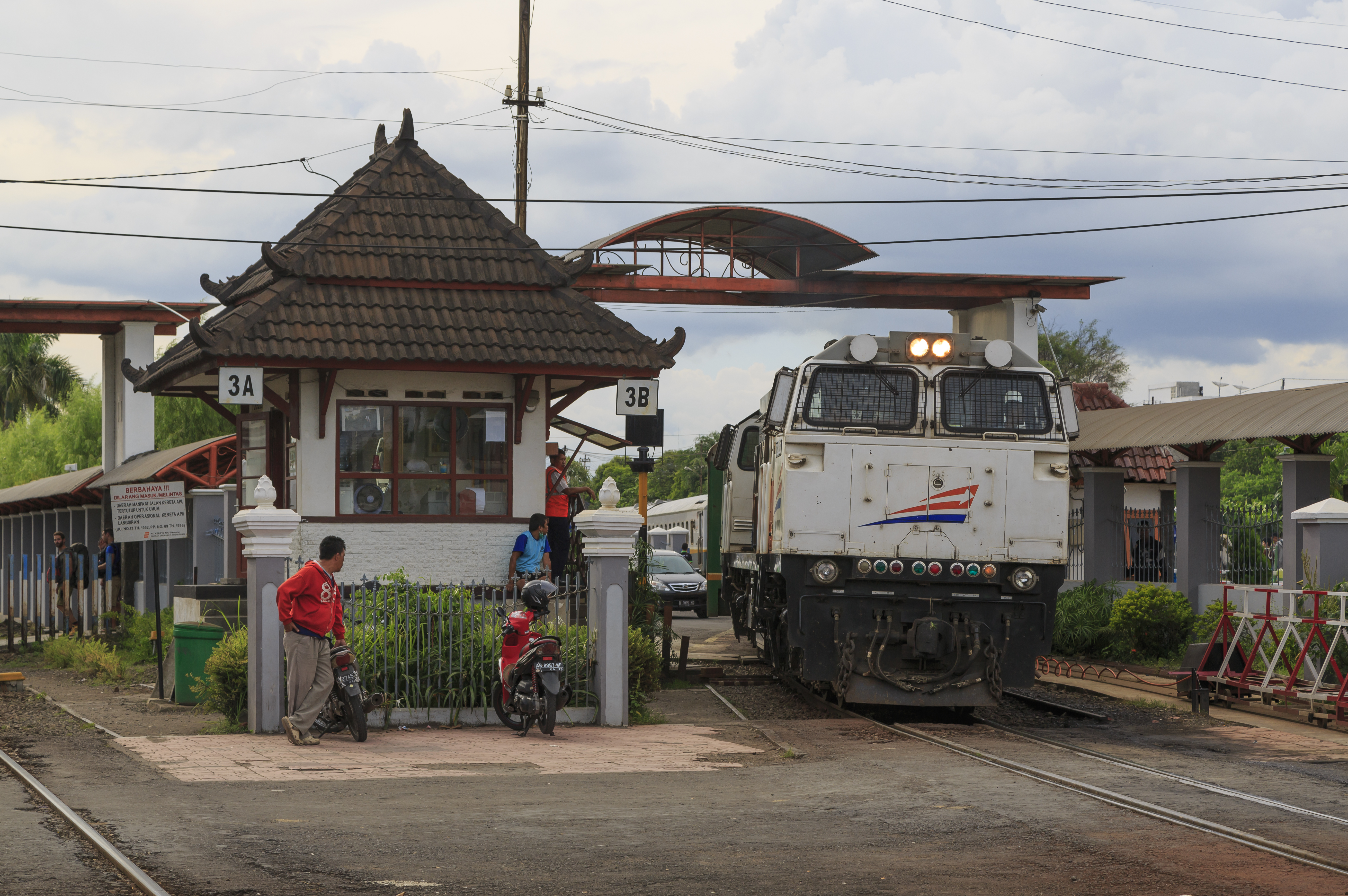
Stellwerk und abfahrbereite Schmalspurbahn am Bahnhof Yogyakarta

Der Bahnhof Yogyakarta (englisch Yogyakarta station, indonesisch und javanisch: Stasiun Yogyakarta), umgangssprachlich Bahnhof Tugu (englisch: Tugu station) ist der Bahnhof für die Executive Class und Business Class in Yogyakarta, Indonesien. Daneben gibt es 1 km östlich an der gleichen Strecke den Bahnhof Yogyakarta Lempuyangan für Züge der Economy Class. Er wird von der staatlichen Eisenbahngesellschaft Kereta Api Indonesia betrieben. Auf der Schmalspurstrecke mit 1067 mm Spurweite verkehren Züge nach Jakarta, Bandung und Surabaya.

## Züge
Folgende Züge halten hier:

### Executive Class
- Argo Dwipangga nach Gambir und Solo Balapan
- Argo Lawu nach Gambir und Solo Balapan
- Argo Wilis nach Bandung und Surabaya Gubeng
- Bima nach Gambir und Surabaya Gubeng
- Gajayana nach Gambir und Malang
- Turangga nach Bandung und Surabaya Gubeng
- Taksaka nach Gambir

### Executive Class und Business Class
- Lodaya Malam nach Bandung und Solo Balapan
- Sancaka nach Surabaya Gubeng
- Malabar nach Malang und Bandung

### Business Class
- Mutiara Selatan nach Bandung und Surabaya Gubeng
- Fajar Utama Yogyakarta nach Jakarta (Bahnhof „Pasar Senen“)
- Senja Utama Yogyakarta nach Jakarta (Pasar Senen)
- Senja Utama Solo nach Jakarta (Pasar Senen) und Balapan